# فدراسیون مچ‌اندازی ارمنستان
فدراسیون مچ‌اندازی جمهوری ارمنستان (ارمنی: Հայաստանի բազկամարտի ֆեդերացիա) که با نام فدراسیون مچ‌اندازی ارمنستان نیز شناخته می‌شود، نهاد تنظیم‌کننده ورزش مچ‌اندازی در ارمنستان می‌باشد که توسط کمیته المپیک ارمنستان اداره می‌شود و مقر آن در شهر ایروان واقع شده است.

## تاریخچه
ریاست فعلی آن را آرسن گابریلیان برعهده دارد. این فدراسیون عضو کامل فدراسیون جهانی مچ‌اندازی می‌باشد.
مچ‌اندازان ارمنستانی در مسابقات قهرمانی در سطوح مختلف اروپایی و بین‌المللی از جمله در مسابقات قهرمانی مچ‌اندازی جهان شرکت می‌کنند.
در سال ۲۰۱۲، آرسن گابریلیان اظهار داشت که فدراسیون به دنبال افزایش محبوبیت این ورزش در سراسر کشور است و مچ‌اندازان ارمنستانی مدال‌های طلا را در سطح قهرمانی اروپا کسب کرده‌اند.
در سال ۲۰۱۷، آسن حاجی‌تودوروف، رئیس فدراسیون جهانی مچ‌اندازی، دیدار رسمی با رئیس فدراسیون مچ‌اندازی ارمنستان داشت. هر دو طرف در مورد همکاری و راه‌های گسترش این ورزش در ارمنستان گفتگو کردند.
تیم مچ‌اندازی ارمنستان در ژانویه ۲۰۲۱ در چهل و دومین دوره مسابقات جهانی مچ‌اندازی در بخارست شرکت نمود و ۶ مدال کسب نمود. 